# Only by the Night
Only by the Night is een album van de Amerikaanse rockformatie Kings of Leon.
Het album is uitgebracht in september 2008. Op het album staan onder andere de hits Sex on Fire en Use Somebody. Het album was het bestverkochte album in België van het jaar 2009.

## Tracklist
1. "Closer" – 3:57
2. "Crawl" – 4:06
3. "Sex on Fire" – 3:23
4. "Use Somebody" – 3:50
5. "Manhattan" – 3:24
6. "Revelry" – 3:21
7. "17" – 3:05
8. "Notion" – 3:03
9. "I Want You" – 5:07
10. "Be Somebody" – 3:47
11. "Cold Desert" – 5:34

## Trivia
- Het album was genomineerd voor een Grammy Award in de categorie "Best Rock Album".
- Wereldwijd behaalt het album 13 x platina en 2 x goud.

## Hitnotering

### NederlandseAlbum Top 100
| Hitnotering: 27-09-2008 t/m 05-12-2009 | Hitnotering: 27-09-2008 t/m 05-12-2009 | Hitnotering: 27-09-2008 t/m 05-12-2009 | Hitnotering: 27-09-2008 t/m 05-12-2009 | Hitnotering: 27-09-2008 t/m 05-12-2009 | Hitnotering: 27-09-2008 t/m 05-12-2009 | Hitnotering: 27-09-2008 t/m 05-12-2009 | Hitnotering: 27-09-2008 t/m 05-12-2009 | Hitnotering: 27-09-2008 t/m 05-12-2009 | Hitnotering: 27-09-2008 t/m 05-12-2009 | Hitnotering: 27-09-2008 t/m 05-12-2009 | Hitnotering: 27-09-2008 t/m 05-12-2009 | Hitnotering: 27-09-2008 t/m 05-12-2009 | Hitnotering: 27-09-2008 t/m 05-12-2009 | Hitnotering: 27-09-2008 t/m 05-12-2009 | Hitnotering: 27-09-2008 t/m 05-12-2009 | Hitnotering: 27-09-2008 t/m 05-12-2009 |
| Week:                                  | 1                                      | 2                                      | 3                                      | 4                                      | 5                                      | 6                                      | 7                                      | 8                                      | 9                                      | 10                                     | 11                                     | 12                                     | 13                                     | 14                                     | 15                                     | 16                                     |
| -------------------------------------- | -------------------------------------- | -------------------------------------- | -------------------------------------- | -------------------------------------- | -------------------------------------- | -------------------------------------- | -------------------------------------- | -------------------------------------- | -------------------------------------- | -------------------------------------- | -------------------------------------- | -------------------------------------- | -------------------------------------- | -------------------------------------- | -------------------------------------- | -------------------------------------- |
| Positie:                               | 10                                     | 10                                     | 17                                     | 16                                     | 23                                     | 24                                     | 24                                     | 27                                     | 35                                     | 46                                     | 50                                     | 40                                     | 32                                     | 31                                     | 30                                     | 16                                     |
| Week:                                  | 17                                     | 18                                     | 19                                     | 20                                     | 21                                     | 22                                     | 23                                     | 24                                     | 25                                     | 26                                     | 27                                     | 28                                     | 29                                     | 30                                     | 31                                     | 32                                     |
| Positie:                               | 6                                      | 5                                      | 3                                      | 3                                      | 3                                      | 3                                      | 5                                      | 6                                      | 7                                      | 7                                      | 8                                      | 8                                      | 9                                      | 7                                      | 8                                      | 8                                      |
| Week:                                  | 33                                     | 34                                     | 35                                     | 36                                     | 37                                     | 38                                     | 39                                     | 40                                     | 41                                     | 42                                     | 43                                     | 44                                     | 45                                     | 46                                     | 47                                     | 48                                     |
| Positie:                               | 10                                     | 7                                      | 14                                     | 13                                     | 10                                     | 12                                     | 8                                      | 9                                      | 9                                      | 8                                      | 9                                      | 9                                      | 12                                     | 13                                     | 11                                     | 9                                      |
| Week:                                  | 49                                     | 50                                     | 51                                     | 52                                     | 53                                     | 54                                     | 55                                     | 56                                     | 57                                     | 58                                     | 59                                     | 60                                     | 61                                     | 62                                     | 63                                     |                                        |
| Positie:                               | 12                                     | 12                                     | 16                                     | 20                                     | 18                                     | 25                                     | 24                                     | 23                                     | 32                                     | 32                                     | 35                                     | 44                                     | 66                                     | 40                                     | 49                                     | uit                                    |